# Jacques Jouanneau
Jacques Jouanneau (Angers, 3 de outubro de 1926 - 18 de julho de 2011) foi um ator francês. Interpretou papéis no teatro, cinema e televisão, estando ativo do pós-guerra até o final do século XIX.